# Al Mokawloon Al Arab
Al Mokawloon Al Arab (arabsky المقاولون العرب), známý také jako Arab Contractors, je egyptský fotbalový klub hrající v Egyptské Premier League. Klub byl založen v roce 1973 a je ve vlastnictví stavební a inženýrské firmy The Arab Contractors. Své domácí zápasy hrají na káhirském stadionu Arab Contractors Stadium s kapacitou pro 35 000 diváků. Mezi největší klubové úspěchy patří vítězství v Egyptské Premier League, kterou vyhráli v roce 1983, a trojnásobný úspěch v Poháru vítězů pohárů a Egyptském poháru.

## Ocenění
- Egyptská Premier League: 1x

1983
- Pohár vítězů pohárů: 3x

1982, 1983, 1996
- Egyptský pohár: 3x

1990, 1995, 2004
- Egyptský superpohár: 1x

2004

## Účast v soutěžích CAF
- Pohár vítězů pohárů: 6x

1982 (Vítězové)
1983 (Vítězové)
1984 (Semifinále)
1991 (Čtvrtfinále)
1996 (Vítězové)
1997 (Čtvrtfinále)
- Konfederační pohár CAF: 1x

2005 (Skupinová fáze)

## Významní hráči
- Serginho Chulapa
- Joseph-Antoine Bell
- Samir Kamouna
- Abdel Sattar Sabry
- Karim Abdul Razak
- John Utaka
- Mohamed Salah